# Faith (песня Limp Bizkit)
«Faith» — четвёртый сингл группы Limp Bizkit с дебютного студийного альбома Three Dollar Bill, Y’all$, выпущенный 31 октября 1998 года. Является кавером на песню поп-певца Джорджа Майкла.

## О песне
Рэп-рок группа Limp Bizkit в своих живых выступлениях исполняла песню «Faith», использовав кавер для привлечения внимания к группе. Энергичные живые выступления, в которых гитарист Уэс Борланд появлялся в причудливых костюмах, усилили культ группы. Аудитория, в частности, была привлечена игрой Борланда на гитаре и её внешностью.
Несмотря на успех кавер-версии «Faith» на концертных выступлениях, Робинсон хотел убедить участников группы не включать её в альбом. Тем не менее, финальная запись, которая включала в себя более тяжёлые партии гитары и ударных и диджеинг DJ Lethal, произвела впечатление на Робинсона. «Мне нравится Джордж Майкл, и я решил записать „Faith“ для удовольствия. Нам нравится делать действительно агрессивные версии поп-хитов», — сказал вокалист Фред Дёрст в интервью Billboard. Уэс Борланд сказал в интервью, что Джордж Майкл, автор песни, ненавидел этот кавер и «ненавидит нас за это».